# Argiro (famiglia)
Argiro (in greco: άργυρος, Argyros) era il cognome di una potente famiglia bizantina (in occidente venivano chiamati Argyrus). Questa famiglia può vantare di aver avuto in famiglia un imperatore bizantino, Romano III Argiro, così come altri notabili bizantini, tra cui Poto Argiro, catapano d'Italia.
La famiglia degli Argiro esiste ancora oggi, e i suoi più importanti rappresentanti sono:
- George Argyros (nato nel 1937), greco-americano ambasciatore e uomo d'affari;[4]
- Billy Argyros, greco-australiano giocatore di poker professionista.[5]

Questo cognome è stato utilizzato anche dallo scrittore Harry Turtledove, che nel romanzo di fantastoria "L'agente di Bisanzio", descrive il personaggio principale chiamandolo Basilo Argiros.
Argiro fu anche utilizzato come nome di persona, e tra questi è ricordato un Argiro, un guerriero longobardo, che diventò catapano d'Italia.